# Kurt Wolff (aviador)
Oberleutnant Kurt Wolff (6 de febrero de 1895 - 15 de septiembre de 1917) fue un piloto del Imperio Alemán durante la Primera Guerra Mundial. Luego de lograr derribar 33 aeroplanos enemigos, fue abatido en combate a la edad de 22 años. 

## Biografía

### Infancia y juventud
Kurt Wolff nació en Greifswald, Pomerania. Huérfano de niño fue criado por relativos en Klaipėda, Prusia Oriental.
Wolff se enlistó en el ejército en 1912 a la edad de 17, uniéndose a una unidad de transporte (Eisenbahn Regiment Nr 4 ). Recibió una comisión el 17 de abril de 1915 y fue transferido al servicio aéreo en julio.

### Piloto de combate
El primer vuelo de Wolff casi fue el último. El aeroplano se estrelló, dislocando el hombro de Wolff y matando a su instructor. Sin embargo, Wolff recibió su licencia de piloto en 1915 y fue asignado a un 2 asientos en la unidad Kasta 26 de Kagohl 5, seguido de servicio con Kagohl 7 y KG 40.